# 林詔恩
林詔恩（2004年2月13日—），是台灣棒球運動員，守備位置為投手，目前效力於中華職棒統一7-ELEVEn獅。

## 生平
林詔恩出生於台東縣，自小學起就開始打棒球。2016年的謝國城盃少棒賽單場擊出雙響炮，幫助所屬學校豐田國小拿下該屆賽事的季軍。
升上國中後成為球隊主力投手，2019年代表台東縣出戰華南金控盃全國青少棒錦標賽，於冠軍賽後援5.1局無失分，幫助台東縣以3:2擊敗桃園市，拿下冠軍。賽後也拿下最有價值球員獎。
2022年，於高中畢業後參加中華職棒選秀會，並在第三輪獲得統一7-ELEVEn獅隊指名，並於8月31日以簽約金新台幣300萬元、激勵獎金70萬元和月薪5萬元的合約加盟。9月入選U-18世界盃棒球賽，並以防禦率0、12局投球以及14次奪三振拿下賽會全明星隊投手以及防禦率王。
2023年，於8月12日初登板，中繼1.2局無失分。8月18日生涯初先發，但僅投3.2局就失4分，吞下敗投。該季總計出賽11場比賽，0勝2敗，防禦率4.15。其後分別在11月及12月入選亞洲職棒冠軍爭霸賽及亞洲棒球錦標賽。
2024年，於4月6日對戰味全龍隊先發投5局無失分，拿下生涯首勝。

## 成棒國手經歷
- 2023年亞洲職棒冠軍爭霸賽中華隊
- 2023年亞洲棒球錦標賽中華隊

## 職棒生涯成績
| 年度 | 球隊           | 出賽 | 先發 | 勝投 | 敗投 | 中繼 | 救援 | 完投 | 完封 | 三振 | 四死 | 責失 | 投球局數 | 自責分率 | 被上壘率 |
| ---- | -------------- | ---- | ---- | ---- | ---- | ---- | ---- | ---- | ---- | ---- | ---- | ---- | -------- | -------- | -------- |
| 2023 | 統一7-ELEVEn獅 | 11   | 2    | 0    | 2    | 0    | 0    | 0    | 0    | 15   | 6    | 8    | 17.1     | 4.15     | 1.44     |
| 2024 | 統一7-ELEVEn獅 | 15   | 12   | 4    | 2    | 1    | 0    | 0    | 0    | 25   | 33   | 24   | 56.2     | 3.81     | 1.73     |
| 合計 | 2年            | 26   | 14   | 4    | 4    | 1    | 0    | 0    | 0    | 40   | 39   | 32   | 74.0     | 3.89     | 1.66     |

## 外部連結
- 林詔恩在台灣棒球維基館上的頁面（繁體中文）
- 林詔恩在中華職棒官網
- 林詔恩在Baseball-Reference.com（小聯盟以及海外聯盟）（英语）